# Mont Asahi (Ishikari)
Pour les articles homonymes, voir Mont Asahi.
Le mont Asahi (旭山, Asahi-yama) est une colline culminant à 295 m à Asahikawa sur l'île de Hokkaidō au Japon. Elle fait partie des monts Ishikari.
Le mont Asahi abrite le parc du mont Asahi et le zoo d'Asahiyama.

## Géologie
Le mont Asahi est formé de roche mafique non-alcaline du milieu à la fin du Miocène. Des roches non-alcalines issues de coulées pyroclastiques de la fin du Miocène et du début du Pliocène sont également présentes. Les flancs de la montagne comprennent un complexe d'accrétion d'un bloc basaltique du Permien et un mélange datant de la fin du Jurassique au début du Crétacé.